# Sandokan
Sandokan je izmišljeni lik junaškega pirata s konca 19. stoletja, ki ga je ustvaril italijanski pisatelj Emilio Salgari. Njegove pustolovščine so bile prvič objavljene leta 1883. Sandokan, sin bornejskega vladarja Kaigadana, je glavni junak večine salgarijevih pustolovskih romanov o malezijskih piratih in naj bi bil po vsem Južnokitajskem morju znan kot »malezijski tiger«.

## Serija romanov o Sandokanu
Emilio Salgari je napisal številne romane, v katerih opisuje pustolovščine Sandokana in Yaneza, dveh njegovih najbolj znanih junakov. Roman Tigri iz Mompracema (Le Tigri di Mompracem), v katerem se prvič pojavita v glavnih vlogah, je bil kot podlistek v delih objavljen v veronskem časopisu »La Nuova Arena« med koncem leta 1883 in začetkom leta 1884, pod imenom Malezijski tiger (La tigre della Malesia), pod končnim naslovom pa je v knjižni obliki izšel leta 1900. V njem in v naslednjih romanih je Sandokan vodja malezijskih piratov, ki se skupaj  s svojim najboljšim prijateljem, portugalcem Yanezom de Gomera bori proti nepravični kolonizaciji s strani Nizozemcev in Britancev. Njun glavni nasprotnik je James Brooke, samooklicani radža iz Sarawaka, ki je Sandokanu ubil oba starša. Zaradi svoje ljubezni do Marianne se Sandokan pogosto zapleta v nevarne situacije, iz katerih ga največkrat rešijo zvesti Yanez in ostali pirati. V enem od naslednjih romanov Sandokan in Yanez odpotujeta v Indijo, da bi se borila proti Thugom, zloglasno skupino davilcev, predanih boginji Kali. 

### Naslovi romanov o Sandokanu
- Tigri iz Mompracema (Le Tigri di Mompracem), (1900)
- Dva tigra (Le due Tigri), (1904)
- Kralj morja (Il Re del Mare), (1906)
- Iskanje prestola (Alla conquista di un impero), (1907)
- Sandokan vrača udarec (Sandokan alla riscossa), (1907)
- Vrnitev v  Mompracem (La riconquista del Mompracem), (1908)
- Brahman iz Assama (Il Bramino dell'Assam), (1911)
- Padec imperija (La caduta di un impero), (1911)
- Yanezovo maščevanje (La rivincita di Yanez), (1913)

## Značilnosti lika
Največ značilnosti Sandokana je Salgari povzel po španskem kapitanu Carlosu Cuarteronu Fernándezu. Salgari Sandokana v svojih delih predstavlja kot galantnega pirata, visoke postave, očarljivega, zelo mišičastega, vendar vitkega in privlačnega, s hladnimi črnimi očmi, hudim in strogim pogledom ter z velikim turbanom na glavi. Za razliko od svojih vojakov, ki so prikazani kot večinoma napol goli, Sandokan vedno nosi fina orientalska oblačila, običajno rdečo svilo z zlatim vezenjem, in visoke rdeče usnjene škornje. Sandokan je izjemen borec, pogumen in neusmiljen do svojih sovražnikov, vendar prijazen, radodaren in zvest svojim prijateljem. Je absolutni vodja in poveljnik svojih mož ter prikazan kot neustrašen, celo malce nepremišljen, zvesti in preudarni tovariš Yanez pa predstavlja nekakšno protiutež njegovi impulzivni naravi.

### Povezane osebe
- Lady Marianna Guillonk, znana kot »biser Labuana«, sandokanova italijansko-angleška žena
- Yanez De Gomera, sandokanov zvesti prijatelj in tovariš, Portugalec iz Goe
- James Brooke, radža iz Sarawaka, njun največji sovražnik in nasprotnik
- Lord James Guillonk, Mariannin oče, hoče ubiti Sandokana
- Tremal-Naik, Indijec iz Bengalije
- Kammamuri, Tremal-Naikov služabnik

## Filmi
Prva filma o Sandokanu sta bila posneta v Italiji leta 1941, z Luigijem Pavese v vlogi Sandokana:
- I pirati della Malesia (režiser Enrico Guazzoni),
- Le due tigri (režiser Giorgio Simonelli).

Več v Italiji leta 1964 posnetih filmov z ameriškimi igralci v glavnih vlogah: 
- Sandokan the Great (Sandokan, la tigre di Mompracem) (1964), v glavni vlogi Steve Reeves (režiser Umberto Lenzi)
- Sandokan - The Pirate of Malaysia (I pirati della Malesia) (1964), v glavni vlogi Steve Reeves (režiser Umberto Lenzi)
- Sandokan to the Rescue (Sandokan alla riscossa) (1964), v glavni vlogi Ray Danton (režiser Luigi Capuano)
- Sandokan Against the Leopard of Sarawak (Sandokan contro il leopardo di Sarawak) (1964), v glavni vlogi Ray Danton (režiser Luigi Capuano).

Dvoje italijanskih filmov z glavnim junakom »Sandok« je bilo posnetih po Salgarijevih predlogah:
- Temple of the White Elephant (Sandok, il Maciste della giungla) (1964), v glavni vlogi Mimmo Palmara kot Sandok (režiser Umberto Lenzi),
- The Mountain of Light, tudi Jungle Adventurer, (1965) v glavni vlogi Richard Harrison kot Sandok (režiser Umberto Lenzi).
- The Tigers of Mompracem (italijansko-španska koprodukcija) (1970), v glavni vlogi Ivan Rassimov kot Sandokan

### Televizijska mini serija
Leta 1976 so posneli o Sandokanu znano miniserijo iz šestih delov, v kateri je glavno vlogo igral indijski igralec Kabir Bedi , režiral je Sergio Sollima. Carole André je imela vlogo Marianne Guillonk, Philippe Leroy pa Yaneza De Gomera. Vlogo sandokanovega nasprotnika Jamesa Brooka je igral Adolfo Celi.
Serija je imela naslednje dele:
- »Ugrabitev«
- »Skrivnostni princ«
- »Lov na tigra«
- »Ponudba«
- »Izdaja«
- »Bitka«.

### Nadaljnji filmi
Zaradi izredne gledanosti miniserije so leta 1977 posneli še film La tigre è ancora viva: Sandokan alla riscossa! (Tiger je še vedno živ: Sandokan vrača udarec!) ki ga je ponovno režiral Sergio Sollima, dvajset let kasneje pa še nadaljevanje z naslovom The Return of Sandokan (Sandokanova vrnitev), v obeh je vlogo Sandokana igral Kabir Bedi.